# Brian Herbinson
Brian Alexander Herbinson (ur. 25 listopada 1930 w Ballymena w Wielkiej Brytanii, zm. 30 sierpnia 2022 w Aurora) – kanadyjski jeździec sportowy. Brązowy medalista igrzysk olimpijskich w 1956.
Specjalizował się w WKKW. Zawody w 1956 były jego pierwszymi igrzyskami olimpijskimi, konkurencje jeździeckie były rozgrywane w Sztokholmie (główne zawody odbywały się w Melbourne, ale jeźdźcy – ze względu na problemy z kwarantanną zwierząt – rywalizowali w Szwecji). Po medal sięgnął w drużynie, jadąc na koniu Tara. Wspólnie z nim startowali Jim Elder oraz John Rumble. Indywidualnie zajął dwudzieste miejsce.